# Tim Kring
Tim Kring (El Dorado County, 8 juli 1957) is de bedenker van de Amerikaanse televisieseries Heroes, Crossing Jordan, Strange World en Touch. Daarnaast schreef en produceerde hij meerdere televisieprogramma's en films.
In 1983 verliet hij de USC School of Cinematic Arts. Een van zijn eerste projecten was de televisieserie Misfits of Science, een serie waarin net als in Heroes mensen met superkrachten centraal stonden. Die serie liep één seizoen, in 1985 en 1986. Een andere productie van hem was Teen Wolf Too, die mede werd geschreven door Jeph Loeb, met wie Kring later Heroes zou maken.
In 2014 werd hij een van de mede-oprichters van het productiebedrijf Imperative Entertainment.